# Municipio de Canton (Minnesota)
El municipio de Canton (en inglés: Canton Township) es un municipio ubicado en el condado de Fillmore en el estado estadounidense de Minnesota. En el año 2010 tenía una población de 724 habitantes y una densidad poblacional de 7,98 personas por km².

## Geografía
El municipio de Canton se encuentra ubicado en las coordenadas 43°32′40″N 91°54′33″O / 43.54444, -91.90917. Según la Oficina del Censo de los Estados Unidos, el municipio tiene una superficie total de 90.7 km², de la cual 90,7 km² corresponden a tierra firme y (0 %) 0 km² es agua.

## Demografía
Según el censo de 2010, había 724 personas residiendo en el municipio de Canton. La densidad de población era de 7,98 hab./km². De los 724 habitantes, el municipio de Canton estaba compuesto por el 96,13 % blancos, el 2,9 % eran asiáticos, el 0,83 % eran de otras razas y el 0,14 % eran de una mezcla de razas. Del total de la población el 0,83 % eran hispanos o latinos de cualquier raza.